# Pferdsbroich
Der Pferdsbroich, manchmal auch Pferdebroich [sic!] genannt, ist ein unter Naturschutz stehendes Bruchwald-Gebiet (dialektal Broich, gesprochen Brooch) nahe Korschenbroich im Rhein-Kreis Neuss in Nordrhein-Westfalen.

## Lage und Umgebung
Der Pferdsbroich liegt zwischen dem Korschenbroicher Stadtteil Kleinenbroich (im Süden) und den Nachbarorten Kaarst-Vorst (im Osten) und Willich-Schiefbahn (im Nordwesten). Im Norden grenzt das Gebiet an die Landesstraße L 390 und die ehemals daneben verlaufende, inzwischen zurückgebaute Bahnstrecke Neuss–Viersen, noch etwas weiter nördlich verläuft die Autobahn A 52.
Im Westen liegt in einiger Entfernung der Regionalflugplatz Mönchengladbach, dessen geplanter Ausbau 2002/2003 unter anderem auch zur Vermeidung von vermehrten Störungen durch Fluglärm im Naturschutzgebiet Pferdebroich abgelehnt wurde.
Parallel zur L390 zieht sich im Norden der Nordkanal entlang. Östlich der u.g. Baggerseen fließt der Jüchener Bach vorbei, der ein kurzes Stück weiter in den Nordkanal mündet.

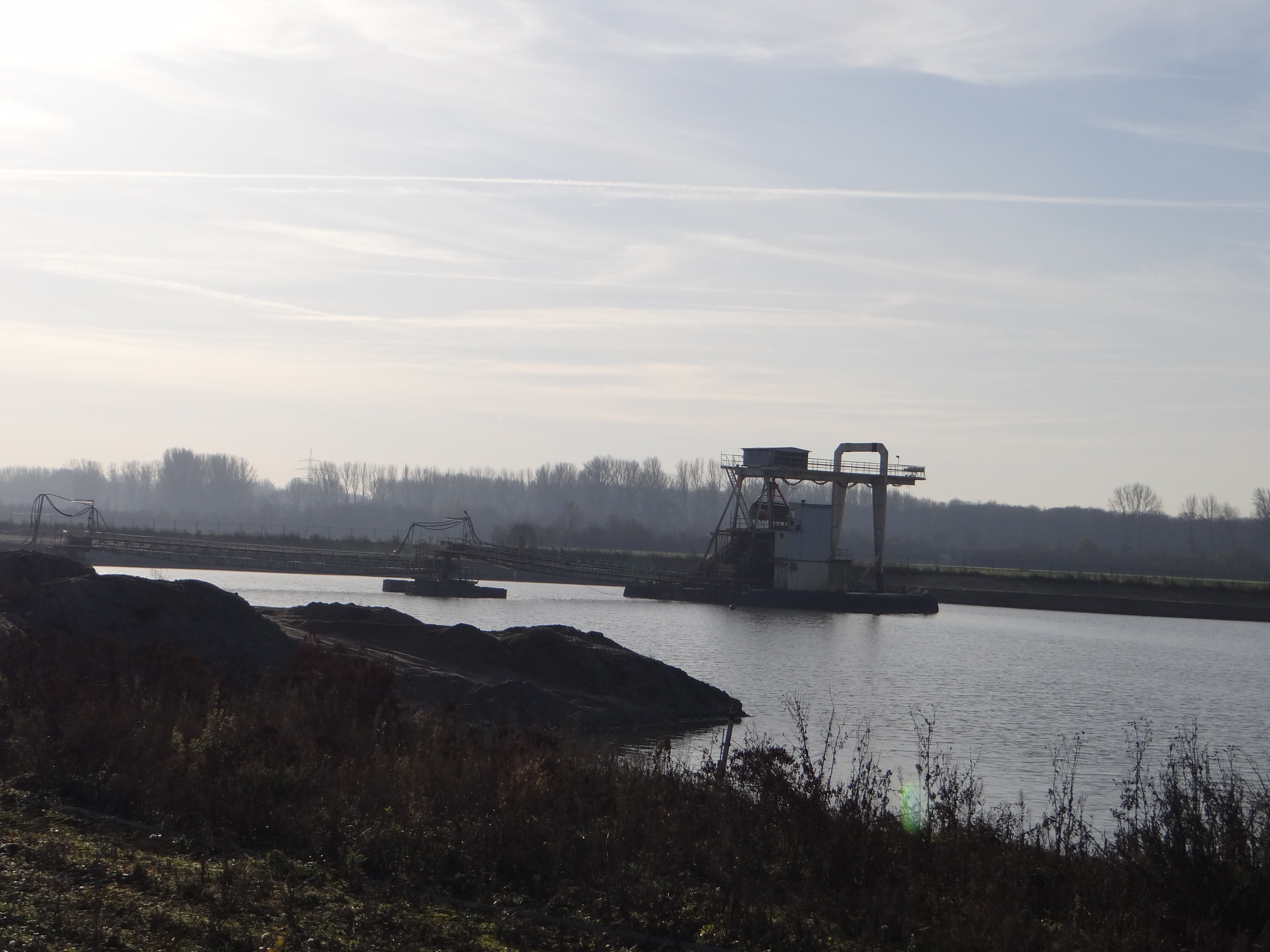
Laufender Kiesabbau im Baggersee südlich des Pfersbroiches

Im Osten und Süden des Gebietes liegen zwei Baggerseen der Kaarster Seenplatte, aus denen von der Firma CEMEX (vormals Readymix) Kies und Sand als Baustoff gewonnen wird. Der östliche See, Pferdsbroichsee oder Bressersee genannt, wurde nach Abschluss des Kiesabbaus (2011) als Naturraum gestaltet und ergänzt nun das benachbarte Naturschutzgebiet. Neben dem großen Baggersee wurden einige kleinere, flache Tümpel als Laichgewässer für Fische und Lebensraum für Amphibien angelegt. Mit dem südlichen See soll nach Ende der Auskiesung (geplant bis 2014) ähnlich verfahren werden.
Das Naturschutzgebiet Pferdsbroich ist eingebettet in die Landschaftsschutzgebiete Jüchener Bachaue im Osten und Trietbachaue / Raderbroicher Busch / Hoppbruch im Westen.
Der Pferdsbroich liegt am äußersten Rand des Einflussbereiches der Sümpfung (Grundwasserabsenkung) für den etwa 15 km weiter südlich liegenden Tagebau Garzweiler. Hieraus folgt aber nur eine geringfügige Absenkung der Wasserstände im Gebiet. Gravierender wirkte sich auf die Feuchtigkeit die Eindeichung des Rheines und der Kiesabbau aus.

## Biotopstruktur
Der Pferdsbroich ist ein für die Region Niederrhein typisches Auwald-Gebiet in einer verlandeten Altstromrinne (niederrheinisch Kendel) des stark mäandrierenden und verwilderten Ur-Rheines. Mit zunehmender Verlandung entstand im Laufe des Holozän in der Niederung ein Niedermoor aus Bruchwald und sumpfigen Gewässern.
Am Rande des Au- und Bruchwaldes liegen einige extensiv landwirtschaftlich genutzte Feuchtwiesen, Wildäcker sowie die oben erwähnten Baggerseen. Der Pferdsbroich bildet den Lebensraum für zahlreiche feuchtigkeitsliebende Tier- und Pflanzenarten, darunter auch einige gefährdete Arten:
Der Baumbestand reicht je nach Feuchtigkeit von Walzenseggen-Erlenbruchwald an den nassesten Standorten über Pappel-, Traubenkirschen-Erlen-Eschenwald und Stieleichen-Hainbuchenwald bis hin zu teilweise aufgeforstetem Mischwald aus Esche, Linde, Ahorn und Eiche in den trockenen Bereichen.
Zu den seltenen und gefährdeten Pflanzenarten zählen unter anderem Schlangenwurz, Sumpfdotterblume, Steife Segge, Hirse-Segge, Herbstzeitlose, Wasserfeder, Geflügeltes Johanniskraut, Fieberklee, Ähriges Tausendblatt, Großes Flohkraut, Gelbe Wiesenraute und Sumpf-Lappenfarn.
Als ökologisch bedenklich wird die vorhandene Ansiedlung der Herkulesstaude angesehen. Die Ausbreitung des für Menschen gefährlichen Neophyten wird bekämpft.
Als Lebensraum für Tiere ist der Pferdsbroich vor allem als Amphibienstandort bedeutsam und schützenswert. Deren Population war jedoch in den letzten Jahrzehnten aufgrund von Einflüssen durch den Kiesabbau, Sümpfung und natürliche Fluktuation stark schwankend.

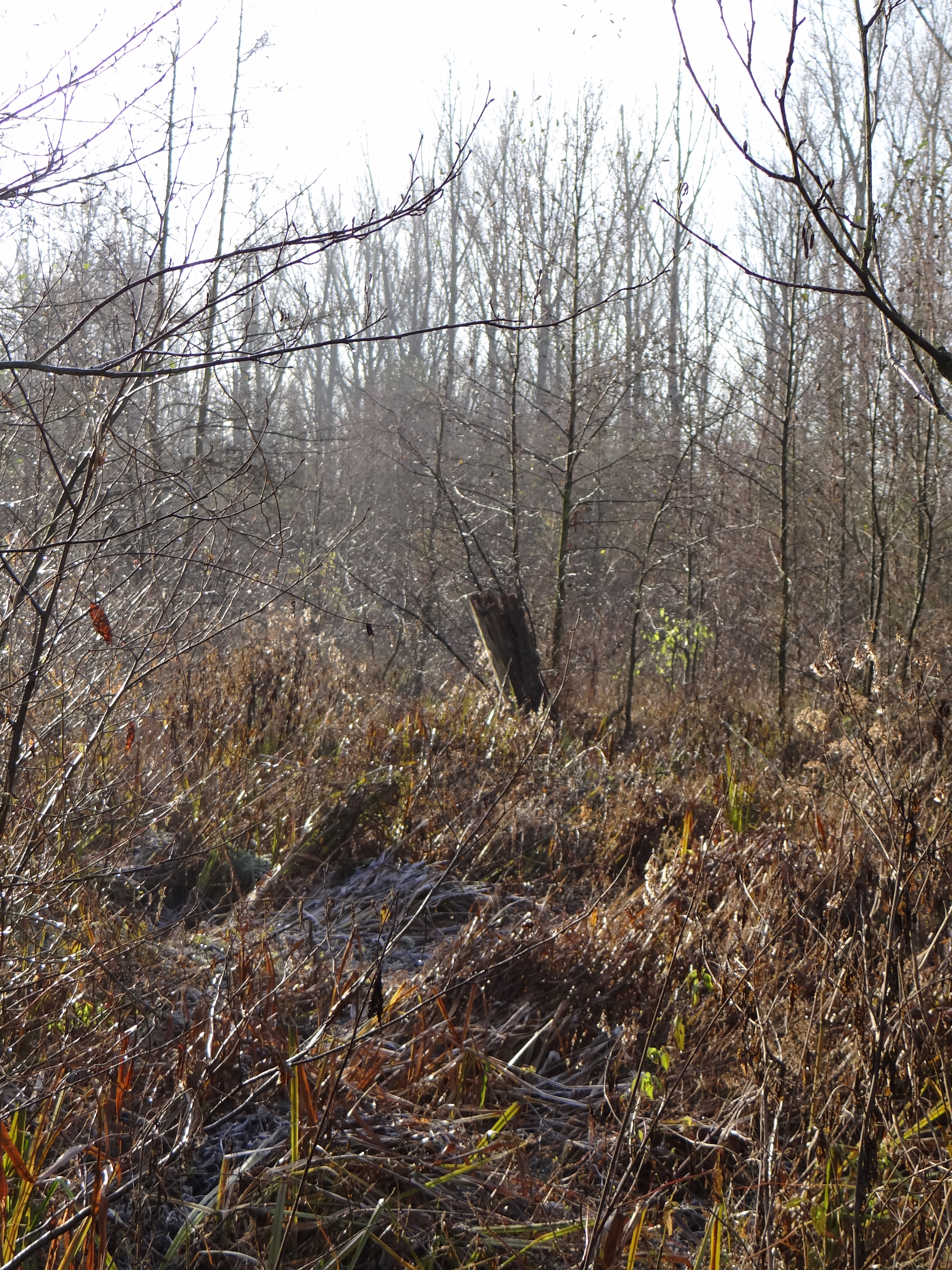
Bruchwald
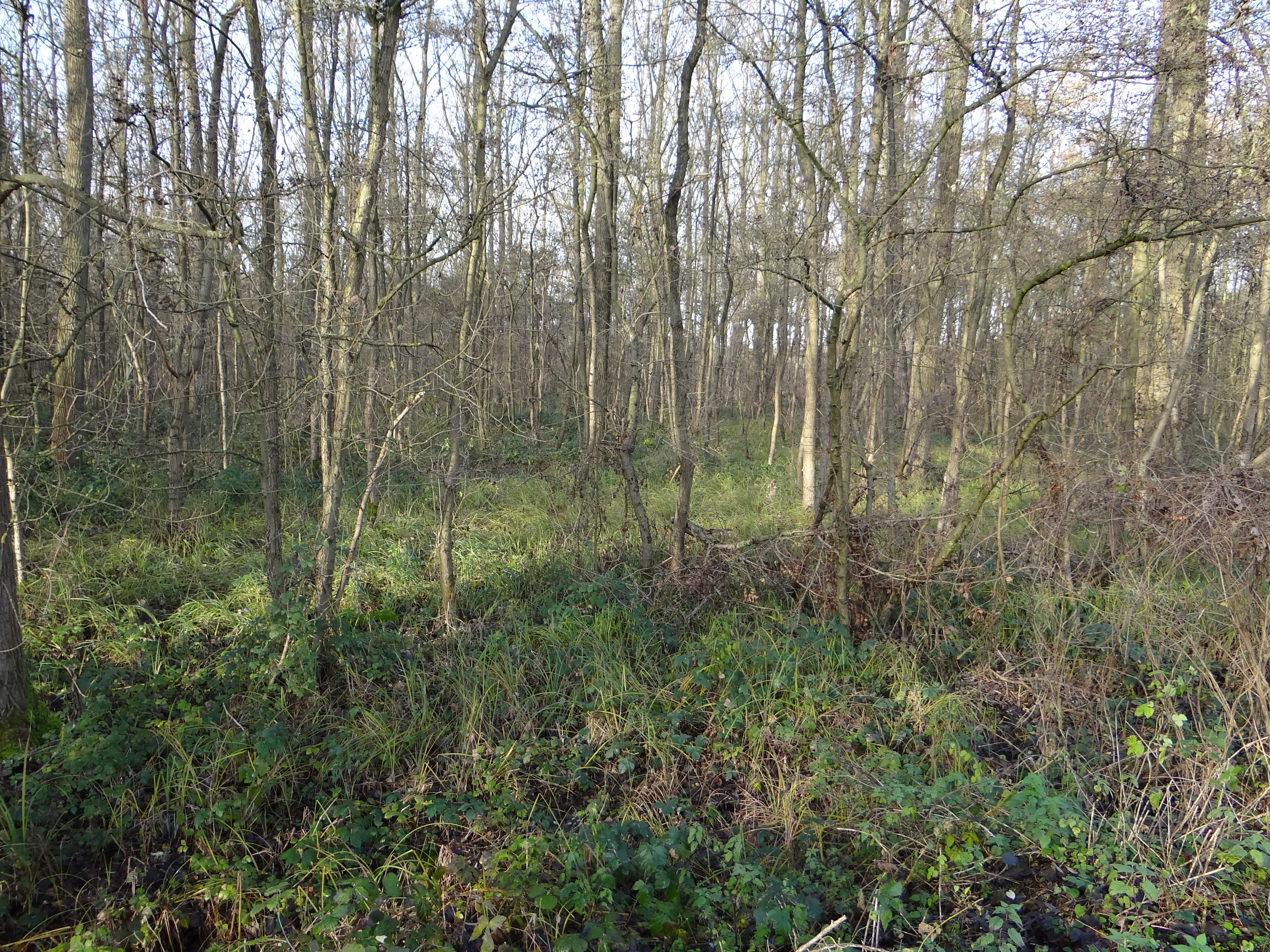
Bruchwald
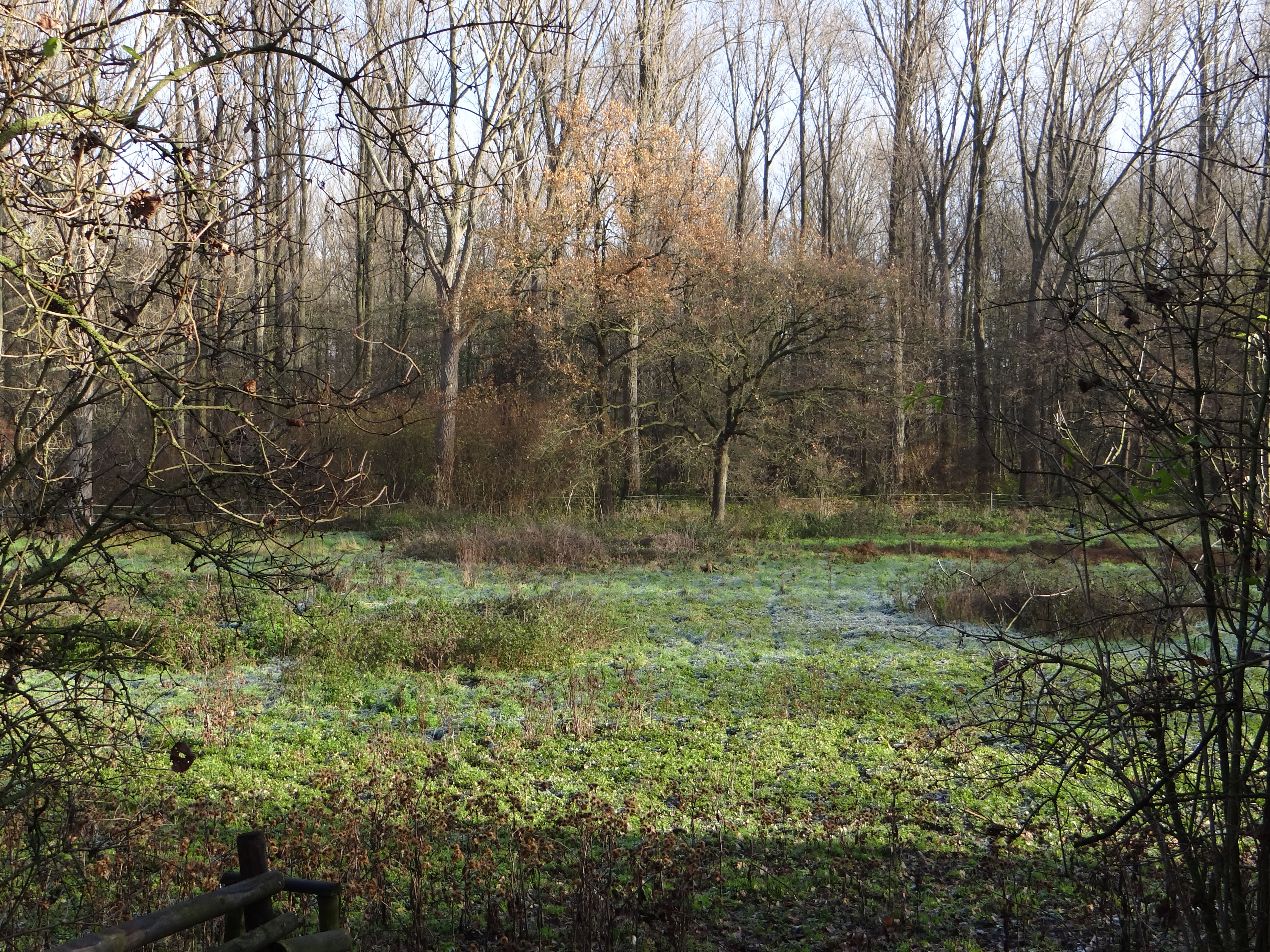
Grünland am Rande des Gebietes
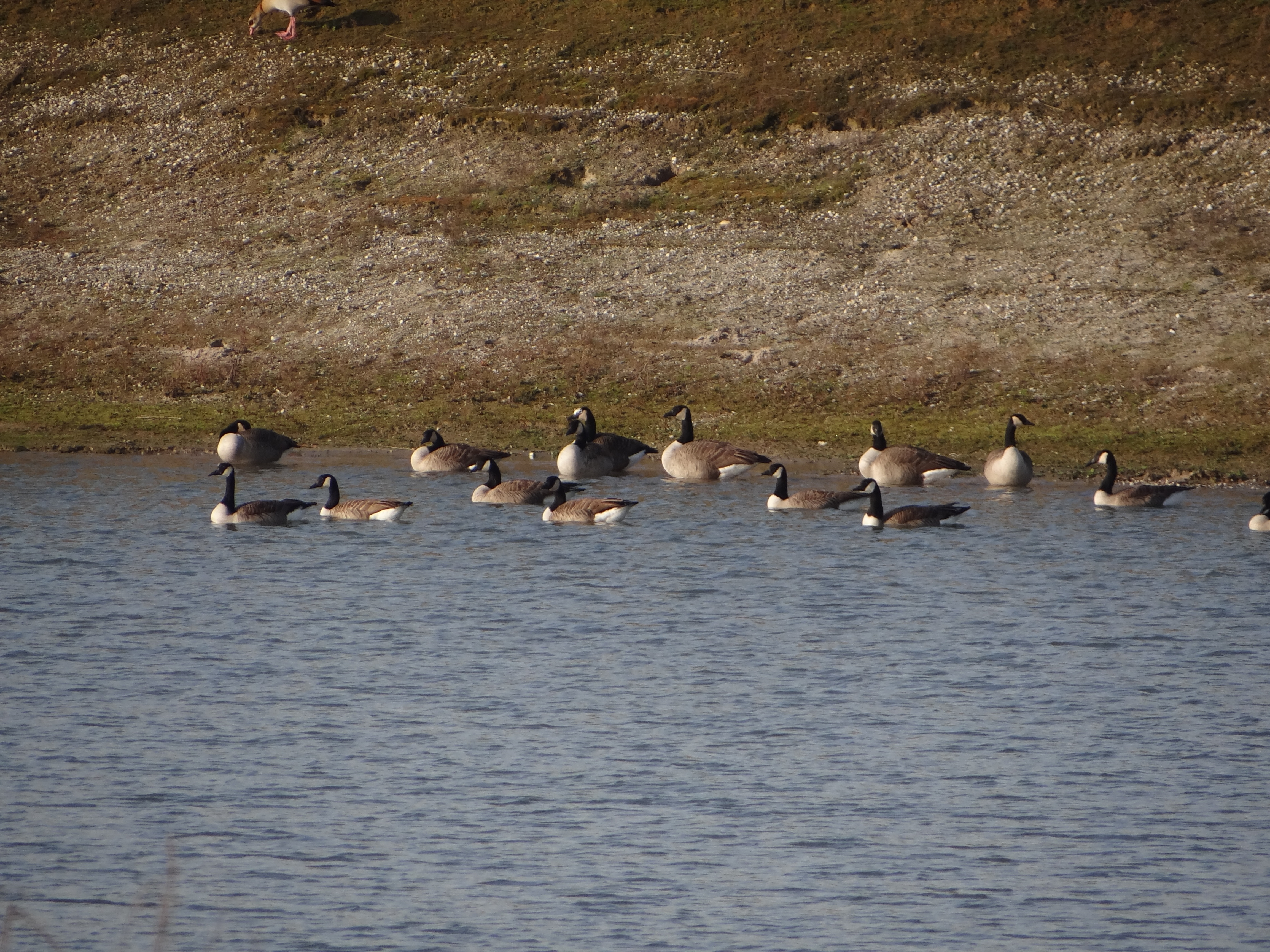
Kanadagänse auf dem Kiessee südlich des Gebietes